# Alessandro Fortis
Pour les articles homonymes, voir Fortis.
Alessandro Fortis (16 septembre 1842, Forlì - 4 décembre 1909, Rome) est un homme d'État italien, président du Conseil italien de 1905 à 1906, le premier Président du conseil Juif en Italie.

## Biographie

### Origines et jeunesse
Alessandro Fortis est né le 16 septembre 1841 à Forlì, fils de Luigi Carlo Fortis, issu d'une riche famille d'origine juive, et de Francesca Ghinassi. Après la mort de son père, Alessandro est confié à la garde de son oncle maternel, Gaetano Ghinassi, qui a des sentiments libéraux ; en 1856, à l'âge de 15 ans, il est inscrit au pensionnat Tolomei de Sienne, dirigé par les piaristes, tandis qu'il fréquente ensuite l'"Apollinare" de Rome pour poursuivre ses études de philosophie. Ses idéaux patriotiques se manifestent lorsque, le 20 juin 1859, indigné par la répression papale consécutive aux massacres de Pérouse, il est arrêté et banni pour avoir participé à une manifestation séditieuse. Après s'être réfugié à Pise, où il fréquente la faculté de droit, Fortis rencontre Sidney Sonnino et Cesare Parenzo, le futur député radical, grâce auxquels il renforce ses convictions nationales.

### Garibaldien et républicain
Fortis commence très tôt sa carrière politique en adoptant des positions de gauche affirmées, en tant que membre des cercles démocratiques de Mazzini (comme le Circolo Democratico fondé à Pise en 1862 avec Parenzo) ; ses idées l'attirent facilement vers l'esprit d'action de Giuseppe Garibaldi, et il sert dans les formations de volontaires de Garibaldi. Garibaldien, il combat dans le Trentin en 1866 lors de la troisième guerre d'indépendance, à la bataille du Mont Suello, sous les ordres de Giacinto Bruzzesi, commandant du 3e régiment du corps des volontaires italiens, puis dans la campagne de libération de Rome en 1867, au cours de laquelle son cousin Achille Cantoni est tué à la bataille de Mentana. Sa dernière aventure en tant que volontaire garibaldien remonte à 1870, lorsqu'il suivit Garibaldi en France pour venir en aide à la Troisième République française, née des cendres du Second Empire français de Napoléon III, qui s'était désintégré pendant la guerre franco-prussienne.
De retour en Italie, Fortis, diplômé en droit en 1864 et devenu avocat, reprend la vie politique en tant que membre des radicaux démocrates de Mazzini. Le 2 août 1874, avec les démocrates de Forlì Aurelio Saffi et Antonio Fratti, il est arrêté lors d'une perquisition pendant le rassemblement radical de Villa Ruffi, en Romagne, sous l'accusation d'avoir organisé une insurrection antimonarchiste. Incarcéré à Spolète, puis acquitté parce que le fait n'existait pas, Fortis commence à se rapprocher des positions plus modérées de la gauche historique (Sinistra storica), dont le programme est de protéger et de renforcer les institutions statutaires. Celle-ci apparaît en septembre 1876, lors du congrès national des sociétés ouvrières qui se tient à Gênes, organisé pour décider de la nouvelle orientation électorale à prendre après la "révolution parlementaire" du 18 mars de la même année, qui a vu la chute de la droite historique (Destra storica) du gouvernement de Paese et l'avènement de la gauche au pouvoir, en la personne de son leader Agostino Depretis. La ligne de Fratti en faveur de l'abstention l'emporte, tandis que d'autres, comme Saffi et Fortis, décident de participer aux élections, voyant dans le programme du nouveau gouvernement un changement dans la classe dirigeante italienne.

### Carrière politique
Battu par le candidat modéré aux élections d'octobre 1876 dans la circonscription de Forlì, il réussit à entrer à la Chambre des députés le 26 mai 1880, après les élections pour la 14e législature du royaume d'Italie, se distinguant cinq jours plus tard en soutenant la motion du député radical Felice Cavallotti pour demander l'accélération de la réforme électorale. Fortis se convertit bientôt politiquement à la monarchie savoyarde, se rapprochant peu à peu des positions de Francesco Crispi, lui aussi mazzinien à l'origine et devenu monarchiste par la suite.
Lorsque Crispi devient Premier ministre en remplacement de Depretis, décédé au cours de son mandat, Fortis devient sous-secrétaire à l'intérieur dans le gouvernement Crispi : Cette nomination, qui a lieu le 2 février 1888, est due au soutien apporté par le député de Romagne à la politique coloniale de Crispi et à l'organisation du voyage du roi Umberto Ier en Romagne, en signe de pacification entre la Couronne et un territoire fortement imprégné d'idéaux républicains, dont le point culminant est l'amnistie accordée par le souverain à l'anarchiste Amilcare Cipriani par la médiation de Fortis. Il reste également sous-secrétaire dans le deuxième gouvernement Crispi, au pouvoir jusqu'en 1890.
En 1891, avec l'arrivée de Giovanni Giolitti, l'homme politique italien est l'un des premiers à sympathiser avec l'homme d'État piémontais naissant, alors détesté par la majorité parlementaire pour sa grisaille bureaucratique, qui perdure même après le scandale de la Banca Romana de 1893, qui entraîne la chute du gouvernement Giolitti I et le retour de Crispi sur la scène politique. Lorsque Crispi, après la bataille d'Adoua, se retire définitivement de l'arène parlementaire, Fortis se trouve momentanément en difficulté en raison de la marginalisation politique opérée par ses anciens collègues républicains, à tel point qu'il risque de ne pas être élu aux élections politiques de mars 1897 dans sa circonscription (il est au contraire élu dans celle de Poggio Mirteto).
Bien qu'il soit de gauche, Fortis accepte en juin 1898 le ministère de l'Agriculture dans le premier gouvernement Pelloux, soutenu de l'extérieur par les groupes parlementaires de Zanardelli et Giolitti, mais s'oppose aux mesures répressives de Pelloux, qui démissionne en 1899 en raison de l'obstructionnisme de l'opposition qui bloque ses lois liberticides. Immédiatement après, il soutient les gouvernements Zanardelli et Giolitti, devenant un ami proche et un collaborateur de ce dernier.

### Premier ministre
Le 28 mars 1905, sur les instructions de Giolitti, il forme son premier gouvernement, principalement lié à la nationalisation des chemins de fer. Au sein du gouvernement, il conserve également le ministère des affaires étrangères. Le problème lié à la nationalisation des chemins de fer pose un problème.
Le problème lié à la nationalisation du réseau ferroviaire national était débattu depuis un certain temps et touchait à des intérêts si profonds et entrelacés que Giolitti lui-même y a renoncé, en démissionnant et en indiquant la figure de Fortis comme exécuteur possible de ses directives. Le projet de nationalisation, bien qu'approuvé, suscite de vives protestations parmi les conservateurs et les radicaux : les premiers contestent les indemnités excessives accordées aux entreprises privées pour le rachat des lignes de chemin de fer, tandis que les radicaux protestent contre le fait qu'avec la nationalisation, les employés des chemins de fer n'ont plus le droit de grève, ce qui est interdit aux employés du secteur public.
La majorité giolitaine à la Chambre ne tarde cependant pas à s'effriter : on le voit lorsque, le 8 novembre 1905, son gouvernement est battu à la Chambre, qui rejette un traité commercial avec l'Espagne qui réduit les droits d'importation sur les vins espagnols, ce qui aurait été préjudiciable aux viticulteurs du Piémont et des Pouilles. Fortis démissionne ensuite le 24 décembre, mais il est reconduit dans ses fonctions par le roi Vittorio Emanuele III et forme un nouveau gouvernement, où il occupe le ministère de l'intérieur, un gouvernement qui ne parvient pas à obtenir la confiance de la Chambre ; par conséquent, le 8 février 1906, le Premier ministre présente finalement sa démission.

### Les dernières années
Dans les années qui suivent, Fortis soutient toujours la politique de Giolitti, en faisant partie de la commission parlementaire chargée d'approuver la conversion de la rente, bien qu'il s'écarte de la politique étrangère du ministère sur la Triple Alliance, après l'annexion de la Bosnie par Vienne en 1908, en parlant d'une violation autrichienne du traité, bien qu'il vote immédiatement après pour faire confiance au gouvernement en matière de politique étrangère.
Souffrant d'une septicémie uricémique au cours de l'été 1909, Fortis est contraint à une lente agonie qui durera jusqu'à sa mort le 4 décembre de la même année à Rome, à l'âge de 68 ans. Ses choix politiques sont très discutés au sein du parti républicain, à tel point que la participation de Giuseppe Bellini, alors maire républicain de Forlì, à ses funérailles provoque un tel tollé que Bellini est contraint de démissionner de son poste de maire.

## Vie privée
Alessandro Fortis est le premier homme politique d'origine juive à devenir Premier ministre du royaume d'Italie.
Sa fille Maria Fortis a épousé le comte Rinaldo Girolamo Saffi (1868-1929) de Forlì, fils du célèbre politicien comte Aurelio Saffi (1819-1890). Le couple a eu deux enfants : Giorgio Aurelio Saffi (marié plus tard à Maria Maddalena dei Forcioli) et Elide Saffi (mariée plus tard au Russe André Boesch). L'auteur-compositeur-interprète Alberto Fortis est l'un de ses proches.
D'origine juive (bien qu'il n'ait jamais été pratiquant), d'abord anticlérical et affilié à la franc-maçonnerie (d'abord au Grand Orient d'Italie, puis, après 1909, à la Grande Loge d'Italie), dans laquelle il atteignit le 33e degré du Rite écossais ancien et accepté et fut membre de son Suprême Conseil, il se convertit tardivement au catholicisme et mourut réconforté par l'assistance spirituelle de Don Luigi Orione, comme le raconte le prêtre lui-même.

## Remerciements et célébrations
Le buste d'Alessandro Fortis, du sculpteur Emilio Gallori, se trouve à la Chambre des députés.
Plusieurs villes lui ont dédié une rue, comme : Forli, Ravenne, Rimini, Rome, Canosa di Puglia.

## Source
- (it) Cet article est partiellement ou en totalité issu de l’article de Wikipédia en italien intitulé « Alessandro Fortis » (voir la liste des auteurs).